# Frederick Holman
Frederick Holman (n. 9 februarie 1883, Dawlish, Anglia, Regatul Unit al Marii Britanii și Irlandei – d. 23 ianuarie 1913, Exeter, Anglia, Regatul Unit al Marii Britanii și Irlandei) a fost un înotător ce a reprezentat Regatul Unit al Marii Britanii și Irlandei, medaliat olimpic. A participat la o ediție a Jocurilor Olimpice (1908) în care a câștigat două medalii de aur.